# Кубок ісландської ліги з футболу 1999
Кубок ісландської ліги 2000 — 4-й розіграш, у якому брали участь команди Урвалсдейлда, Першого та Другого дивізіонів Ісландії. Змагання складалося з двох етапів. Спочатку команди були розділені на шість групи по 6 команд, потім кращі команди пройшли до плей-оф, де і визначили переможця. Титул вдруге здобув Акранес.

## Календар
| Раунд         | Дата                        | Матчі | Клуби   |
| ------------- | --------------------------- | ----- | ------- |
| Груповий етап | 11 березня - 28 квітня 1999 | 90    | 36 → 16 |
| 1/8 фіналу    | 30 квітня - 1 травня 1999   | 8     | 16 → 8  |
| 1/4 фіналу    | 4-5 травня 1999             | 4     | 8 → 4   |
| 1/2 фіналу    | 11 травня 1999              | 2     | 4 → 2   |
| Фінал         | 8 червня 1999               | 1     | 2 → 1   |

## 1/8 фіналу
| Команда 1      | Рахунок | Команда 2            |
| -------------- | ------- | -------------------- |
| 30 квітня 1999 |         |                      |
| ІР (2)         | 3:2     | Стьярнан (2)         |
| Вестманнаейя   | 2:1     | Брєйдаблік           |
| Фрам           | 1:2     | Фількір (2)          |
| Валюр          | 0:1     | Вікінгур (Рейк'явік) |
| 1 травня 1999  |         |                      |
| КР             | 4:0     | Гріндавік (2)        |
| Лейфтур        | 5:0     | Скаллагрімур (2)     |
| Акранес        | 3:1     | Гапнарф'єрдюр (2)    |
| Троттур (2)    | 1:0     | Кеплавік             |

## 1/4 фіналу
| Команда 1     | Рахунок | Команда 2            |
| ------------- | ------- | -------------------- |
| 4 травня 1999 |         |                      |
| ІР (2)        | 4:5     | Вестманнаейя         |
| Фількір (2)   | 3:0     | Вікінгур (Рейк'явік) |
| 5 травня 1999 |         |                      |
| КР            | 0:2     | Лейфтур              |
| Акранес       | 1:0     | Троттур (2)          |

## 1/2 фіналу
| Команда 1      | Рахунок | Команда 2 |
| -------------- | ------- | --------- |
| 11 травня 1999 |         |           |
| Вестманнаейя   | 1:2     | Акранес   |
| Фількір (2)    | 4:2     | Лейфтур   |

## Фінал
| 8 червня 1999 |

| Акранес                | 4:0      | Фількір (2) |
| ---------------------- | -------- | ----------- |
| Гаральдссон 88' (пен.) | Протокол |             |

| Лаугардалсволлур, Рейк'явік Арбітр: Крістінн Якобссон |